# فسقية الباي
فسقية الباي هو مَعلم تاريخي وأحد أحواض القرون الوسطى لمدينة صفاقس.

## تاريخ
وفقًا لمحمود مقديش، طلب حسين باي الأول من قائد صفاقس، بكار الجلولي، في عام 1772 أن يبني حوضين في حديقة المدينة العامة (حديقة الحيوانات التوتة حاليًا). بدأت أعمال الحفر في ديسمبر من نفس العام وانتهت في يوليو 1774.
كان الغرض من هذه الأحواض هو جمع المياه من أودية صفاقس. مثل العديد من الهياكل الأخرى من نفس النوع في المدينة، يتكون هذا الحوض أيضًا من حوض صغير حيث يتم تصفية المياه وحوض أكبر للتجميع النهائي.
حتى استقلال البلاد، استفادت فسقية الباي من الحبوس (الوقف) الخاص بها لتمويل نفقات صيانتها، مثل الفندق في الضاحية الجنوبية للمدينة المنورة.

## عمارة
هذا المَعلم من إنشاء المهندسين المعماريين سعيد القُطّي وطاهر المنيف. أحواضها متصلة بالآبار. يبلغ أصغرها 125 متر في الطول و31 متر في العرض و3,75 متر في العمق. يبلغ طول الحوض الكبير 125 متر وعرضه 99 متر وعمقه سبعة أمتار. تبلغ سعتها التخزينية الإجمالية حوالي 47 000 م3.